# Бомы (заимка)
Бомы - исчезнувшая заимка, располагавшаяся на территории Хор-Тагнинского муниципального образования Заларинского района Иркутской области.

## Географическое положение
Располагалась на берегу сплавной реки Хорка.

## История
Основана в 1958-1960 г.г. Колосовым Иваном Степановичем, 1909 г.р., уроженцем Сельского района Орловской области, который ранее проживал в Чите, где познакомился с будущей женой, Гудиковой Анной Павловной, уроженкой деревни Рочева Краснохолмского района Калининской области и в 1952 году переехал с ней на участок Резиновский. Позднее, заболев туберкулёзом, переехал с женой на заимку Бомы. Было замечено, что климат на заимке между двух хребтов Саян, из-за теплых воздушных потоков было намного теплее, чем в округе. Поэтому Колосов И.С. разбил на своей заимке большой сад и огород, где выращивал яблони, ранетку, сливу, смородину, вишню, крыжовник, малину, черноплодную рябину, полукультурку. Саженцы выписывал через почту. В 1972 году Иван Колосов умер, а его жена переехала на участок Таёжный два года спустя, в 1974 году. С этого года заимка перестала существовать.

## Происхождение названия
По реке Хорка часто сплавлялся лес, и чтобы сплавляемые деревья не били берега, были сооружены бомы. Ранее в русском языке слово бомы (боны) означало высокая, отвесная стена или крутой склон в узком месте долины, создающие трудный проход по берегу реки.